# Paezské jazyky
Paezské jazyky je jazyková rodina rozšířená mezi domorodými obyvateli Jižní Ameriky. Zahrnuje řadu jazyků a nářečí. Některé z těchto jazyků a nářečí jsou již mrtvé.

## Rozdělení
- barbakoská
- čokoská
- paezsko-kotonukoská
- chirocharaská